# Liste schwäbischer Adelsgeschlechter/Z

## Z
| Name                          | Stammsitz                          | Stand                      | Anmerkungen zu Geschichte und Verbreitung | Mitgliedschaft in Adelsvereinigungen, Bündnissen oder Matrikeln | Links zu relevanten Bildergalerien      | Wappen                     |
| ----------------------------- | ---------------------------------- | -------------------------- | --- | --------------------------------------------------------------- | --------------------------------------- | -------------------------- |
| Zell, Neuenzell, Schenkenzell | Burg Zell bei Hechingen-Boll       | Schenken der Hohenzollern  | Ahnen der Schenken von Stauffenberg, mglw. heiratete Werner Schenk von Neuenzell 1317 eine Erbin der Truchsessen von Stauffenberg, wodurch die Stauffenberger zu Schenken wurden |                                                                 |                                         |                            |
| Zimmern                       | Herrenzimmern Meßkirch Falkenstein | Freiherren Grafen, ab 1538 | Zimmerische Chronik Froben Christoph von Zimmern Burg Wildenstein Werdenbergfehde                                                                                                | Leitbracken Sankt Jörgenschild                                  | Zimmerische Chronik weitere Bilder hier | Ingeram-Codex              |
| Zipplingen                    | Burg Zipplingen                    |                            | erwähnt bis 1467 | Leitbracken                                                     |                                         | Scheibler Neuer Siebmacher |
| Zollern                       | Burg Hohenzollern                  | Grafen                     | siehe: Hohenzollern | Leitbracken                                                     | Burg Hohenzollern weitere Bilder hier   | Scheibler                  |
| Zyllnhardt, Züllnhart         | Burg Zillenhart bei Schlat         |                            | | Leitbracken                                                     |                                         | Scheibler                  |
| Zytern, Zeutern               | Zeutern                            |                            | | Leitbracken                                                     |                                         | Scheibler Ingeram-Codex    |